# Доля людини (опера)
«Доля людини» (рос. Судьба человека)  — опера на 3 дії  російського композитора Івана Івановича Дзержинського за сюжетом однойменного оповідання Михайла А. Шолохова.

## Історія створення
Розповідь «Доля людини» була опублікована в газеті «Правда» 31 грудня 1956 року і 1 січня 1957 року Дзержинський відразу задумав використати як сюжет для опери. Композитор сам написав лібрето, внісши у текст оповідання невеликі зміни. Він опустив деякі епізоди докладного розповіді героя, ввів новий епізодичний персонаж — Зинку. В текст лібрето були включені уривки з віршів Е. Каретниковой, Д. Осика, А. Прокоф'єва, А. Фатьянова, А. Чуркіна. У 1959 році опера була закінчена у фортепіанному викладі. Вокальні та інструментальні номери у ній чергувалися з розмовним текстом, так як автор вирішив відмовитися від речитативу. Три оперні театри Радянського Союзу — у Москві, Ленінграді, Києві — взяли «Долю людини» до постановки.
Прем'єра опери «Долі людини» в Театрі ім. Кірова у Ленінграді й у Великому театрі у Москві відбулася в день відкриття 22 з'їзду КПРС — 17 жовтня 1961 року.

## Опис
Своєрідно було побудовано композиційне рішення музично-драматичного спектаклю: дія перемежовувалися сценами теперішнього і минулого, перебивалось оживаючими на сцені спогадами оповідача. Ця опера-монолог, у центрі якої збірний образ Андрія Соколова, втілення стійкості і душевного благородства російської людини. Значне місце в опері займають пісні, переважно сольні. Масові сцени відіграють роль фону. Замість традиційних актів опера розпадається на три частини: у кожній з них безліч змінюються картин, подібно до того, як це відбувається на кіноекрані. Масові сцени чергуються з сольними, тема народного горя — з втішними спогадами про мирного життя.
Ліричний музичне саморозкриття образу головного героя Андрія Соколова на тлі масових, дуетних і дивертисментных сцен надає музичному оповіданню необхідну художню цілісність і виразність.
Кращим виконавцем центральної партії став Б. Штоколов. Образ Андрія Соколова збагачений не тільки даними співака, але і його життєвим досвідом, справжньою пристрастю російського патріота. Фінал опери, коли артист брав дитину на руки і йшов у зал, незмінно викликав у глядачів стан катарсису.

## Діючі особи
- Андрій Соколов, сержант Радянської Армії, бас
- Ірина, його дружина, меццо-сопрано
- Анатолій, їх син, тенор
- Радянський офіцер, представник командування, баритон
- Полковник, баритон
- Мюллер, комендант табору військовополонених, баритон
- Зінько, полонена дівчина, меццо-сопрано
- Дівчина в хороводі, сопрано
- Військовий лікар, бас
- Старий солдат, тенор
- Матрос, баритон
- Взводний, бас
- Крыжнев, зрадник, бас
- Татарин, тенор
- Молодий боєць, тенор
- Ваня, безпритульний хлопчик, без співу
- Від автора, без співу
- Радянські солдати і офіцери, німецькі солдати і офіцери, радянські люди, звільнені з німецького полону в День Перемоги

Час дії: Німецько-радянська війна.